# Fogel László
Fogel László (Marosvásárhely, 1940–) operaénekes (basszbariton).   

## Életpályája
1967-ben végzett a kolozsvári Gheorghe Dima Konzervatóriumban. Kezdetben a Kolozsvári Állami Magyar Opera magánénekese volt. Ahhoz a nemzedékhez tartozik, melyhez mások mellett Vargha Piroska, Szilágyi Károly, Kovács Attila (Fogel akkori legjobb barátja). 1977-ben Tallinnban vendégszerepelt. Hanglemezfelvétele készült az Electrorecordnál. Több televíziós műsorban is közreműködött. Húsz éven át az Amerikai Egyesült Államokban élt, jelenleg (2017) Temesváron él.

## Főbb szerepei
Intrikus szerepekben: Luna gróf (Verdi: A trubadúr), Jago (Verdi: Otello); de Papagenót (Mozart: A varázsfuvola) is csodálatosan játszotta, és alakította Rigolettót, Verdi operájának címszereplőjét, Tiborcot (Erkel Ferenc: Bánk bán) és Anyegint is Csajkovszkij operájából.